# Rhamdia xetequepeque
Rhamdia xetequepeque es una especie de pez de la familia Heptapteridae en el orden de los Siluriformes.

## Morfología
Los machos pueden llegar alcanzar los 7,2 cm de longitud total.

## Hábitat
Es un pez de agua dulce que vive en piedras, calizas y fondos arenosos. Su hábitat se está viendo reducido por la contaminación del agua y las canalizaciones del río Jequetepeque, aunque se desconozca la población exacta de la especie se cree que está en peligro de extinción crítico. 

## Distribución geográfica
Se encuentra en la cuenca del río Jequetepeque, en Perú, que le da nombre a la especie.